# Dornier 328
De Dornier 328 is een Duits tweemotorig turboprop-verkeersvliegtuig gemaakt door de Duitse fabrikant Dornier Luftfahrt GmbH. Het model werd gelanceerd in 1991. De capaciteit van het vliegtuig bedraagt 30 tot 34 passagiers.
Op basis van het basismodel, de Dornier 328-100 werd een toestel gemaakt met jetmotoren, de Dornier 328-300/310JET. De verlengde versie van de Dornier 328JET heet de Dornier 428JET, waar 44 passagiers in kunnen.

## Variaties
- Dornier 328, de basis turboprop-versie
- Dornier 328JET, de Dornier 328 met straalmotoren en een verbeterde neus.
- Dornier 428JET, de verlengde versie van de Dornier 328JET, voor 44 passagiers.